# Marguerite Beaugé
Pour les personnalités de même nom de famille, voir Beaugé.
Marguerite Beaugé est une monteuse française, née le 22 octobre 1892 à Blois et morte le 6 avril 1977 dans le 4e arrondissement de Paris,.

## Biographie
Yvonne Martin, fille de Marguerite Beaugé, est également monteuse.

## Filmographie
- 1918 : La Dixième Symphonie d'Abel Gance
- 1923 : La Roue (La Rose du rail) d'Abel Gance
- 1927 : Napoléon d'Abel Gance
- 1928 : La Passion de Jeanne d'Arc de Carl Dreyer (non créditée)
- 1930 : Le Mystère de la chambre jaune de Marcel L'Herbier
- 1932 : Le Chant du marin de Carmine Gallone
- 1933 : L'Abbé Constantin de Jean-Paul Paulin
- 1934 : L'hôtel du libre échange de Marc Allégret
- 1935 : Deuxième Bureau de Pierre Billon
- 1936 : J'ai gagné un million de Og Calster
- 1936 : Un grand amour de Beethoven d'Abel Gance
- 1937 : Pépé le Moko de Julien Duvivier
- 1937 : Le Chemin de Rio / Cargaison blanche de Robert Siodmak
- 1937 : Une femme sans importance de Jean Choux
- 1937 : Abus de confiance d'Henri Decoin
- 1938 : Lumières de Paris de Richard Pottier
- 1938 : Mademoiselle ma mère d'Henri Decoin
- 1938 : Chéri-Bibi de Léon Mathot
- 1938 : Mon curé chez les riches de Jean Boyer
- 1939 : Rappel immédiat de Léon Mathot
- 1939 : Le Bois sacré de Léon Mathot
- 1940 : Le Roi des galéjeurs de Fernand Rivers
- 1940 : Les Surprises de la radio de Marcel Aboulker
- 1940 : Le Collier de chanvre de Léon Mathot
- 1942 : Les Inconnus dans la maison d'Henri Decoin (non créditée)
- 1943 : Vingt-cinq ans de bonheur de René Jayet
- 1943 : Le Corbeau de Henri-Georges Clouzot (non créditée)
- 1943 : Pierre et Jean d'André Cayatte
- 1945 : La Route du bagne de Léon Mathot[3]
- 1947 : La Dernière Chevauchée de Léon Mathot
- 1948 : Le Dolmen tragique de Léon Mathot
- 1949 : La Danseuse de Marrakech de Léon Mathot
- 1950 : Mon ami Sainfoin de Marc-Gilbert Sauvajon
- 1950 : Minne, l'ingénue libertine de Jacqueline Audry
- 1950 : La Rue sans loi de Marcel Gibaud
- 1951 : La Peau d'un homme de René Jolivet
- 1951 : Ils étaient cinq de Jack Pinoteau
- 1953 : La Caraque blonde de Jacqueline Audry
- 1954 : Huis clos de Jacqueline Audry
- 1956 : Le Circuit de minuit d'Ivan Govar
- 1956 : Le Toubib du gang d'Ivan Govar
- 1958 : C'est la faute d'Adam de Jacqueline Audry
- 1963 : Cadavres en vacances de Jacqueline Audry